# Публій Постумій Туберт
Публій Постумій Туберт (лат. Publius Postumius Tubertus; ? — після 493 до н. е.) — політичний та військовий діяч часів ранньої Римської республіки.

## Життєпис
Походив з патриціанського роду Постуміїв. Син Квінта Постумія Туберта. Про молоді роки немає відомостей. 
Брав участь у протистоянні з поваленим царем Тарквінієм Гордим та Порсеною. У 505 до н. е. його обрано консулом разом з Марком Валерієм Волузом Максимом. Вдвох вони завдали поразки сабінянам при Анієні. За це Публій Постумій отримав від сенату тріумф.
У 503 до н. е. його вдруге обрано консулом, цього разу разом з Агріппою Мененієм Ланатом. Діяв проти військ сабінян (за іншою інформацією — проти аврунків), намагаючись підкорити міста Помецію та Кори. Спочатку зазнав поразки, проте незабаром завдав ворогові рішучої поразки. За це від сенату отримав овацію, ставши першим, хто здобув цю почесну віддяку.
У 494—493 до н. е. брав участь у перемовинах з плебеями, які відійшли на Священну гору. Підтримував прийняття закону щодо встановлення магістратури народного (плебейського) трибуна. Про подальшу долю немає відомостей.